# Heinrich Boller
Heinrich Boller, född 6 september 1921, död 30 juni 2007, var en schweizisk ishockeyspelare.
Boller blev olympisk bronsmedaljör i ishockey vid vinterspelen 1948 i Sankt Moritz.